# Richard Sahla
Richard Sahla, född den 17 september 1855 i Graz, död den 30 april 1931 i Bückeburg, var en österrikisk musiker.
Sahla utbildade sig som violinist vid konservatoriet i Leipzig. Han var en tid konsertmästare i Göteborg och i Hannover samt blev 1888 hovkapellmästare i Schaumburg-Lippe. Sahla, betydande både som violinspelare och som dirigent, komponerade konsertstycken för violin, en rumänsk rapsodi, sånger med mera.